# 핵대포

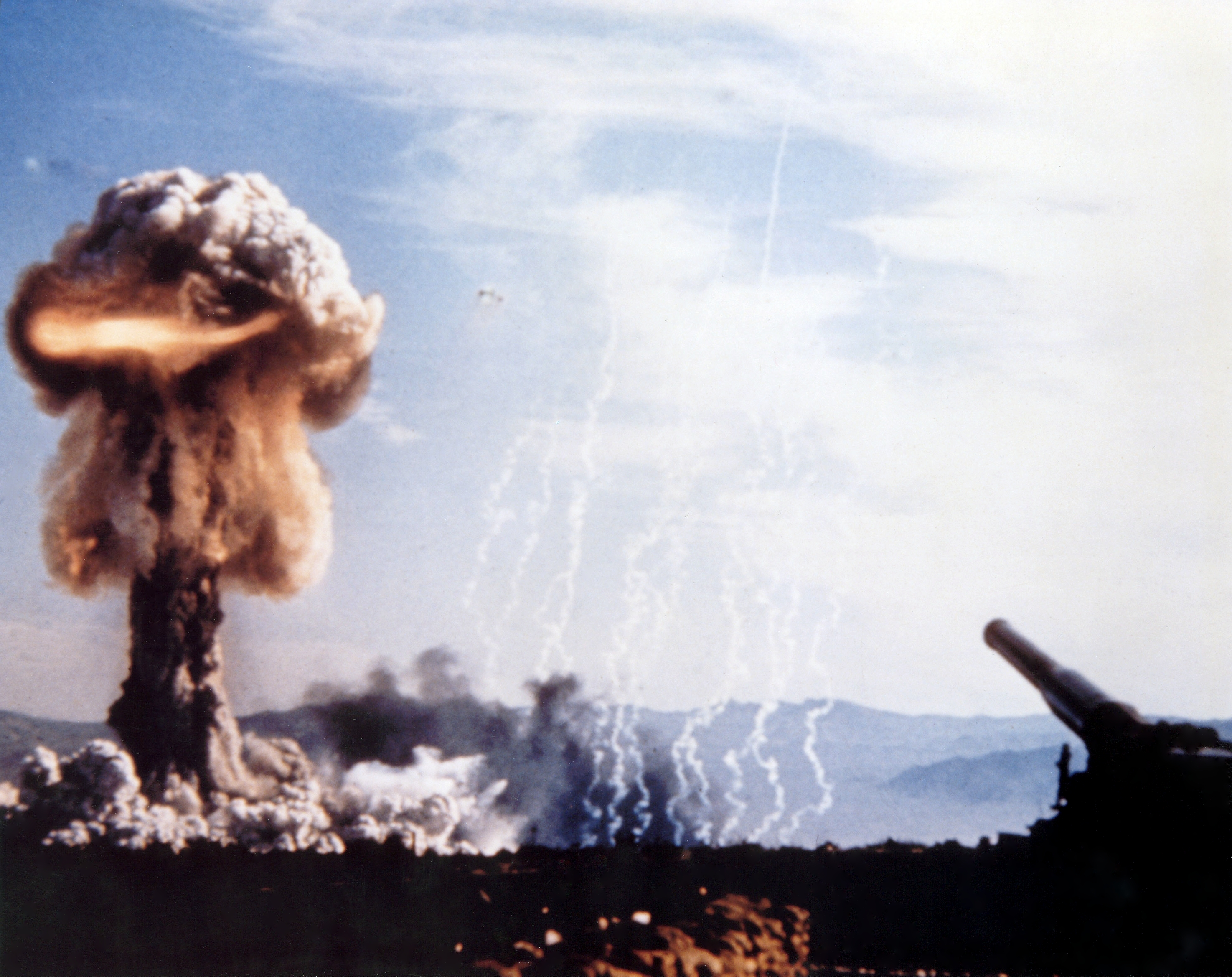
1953년 5월 25일 미국 네바다 핵실험장에서 이뤄진 업샷-낫홀 그레이블 핵대포 실험

핵대포는 일반 대포에 핵포탄을 발사하는 방식의 핵무기이다.

## 미국
- MGR-1 어네스트 존 - 무유도 방식, W7 핵탄두, 1953년
- M65 Atomic Cannon - 280mm W9, W19 핵탄두, 1953년
- MGM-5 코퍼럴 - W7 핵탄두, 1955년, 미국 최초의 핵탄두 유도 미사일
- M110 곡사포 - 203mm W33 핵탄두, 1957년
- MGM-18 라크로스 - 1959~1963년 서독 배치
- M109 자주포 - 155mm W48 핵탄두, 1963년
- M114 견인곡사포 - 155mm W48 핵탄두, 1963년
- MGM-29 서전트 - W52 핵탄두, 1963년
- MGM-31 퍼싱 - W50 핵탄두, 1969년
- MGM-52 랜스 - W70 핵탄두, 1972년
- 퍼싱2 - W85 핵탄두, 1983년

## 소련
- 프로그 미사일 - 소련판 어네스트존, 무유도 방식
- SS-1 스커드 미사일 - 소련판 코퍼럴, 소련 최초의 핵탄두 유도 미사일
- SS-12
- SS-21 - 소련판 랜스 미사일, 북한 KN-02 미사일
- SS-23